# Amager Strandpark
55°39′30.46″N 12°38′27.8″Ø / 55.6584611°N 12.641056°Ø
Amager Strandpark blev grundlagt i 1934 og ligger på øen Amager. Den strækker sig fra Badeanstalten Helgoland i nord ud for Øresundsvej, til Tiøren og Femøren i syd ud for Hedegaardsvej. Amager Strand er den strand som ligger nærmest Københavns centrum, (5 km), og benyttes af mange københavnere foruden amagerkanere, og er desuden et yndet turistmål. Strandparken har årligt over 1. mio. strandgæster.
I 2005 åbnede den nye del strandparken, med en fremskudt kystlinje i form af en kunstig ø i hele parkens 2 kilometers bredde og en lagune, tegnet af tegnestuen Hasløv & Kjærsgaard.
Lige syd for Amager Strand ligger Tiøren og Femøren, med grønne plæner og træer. Sidstnævnte parkområder lægger om sommeren ofte græs til udendørs rockkoncerter arrangeret af blandt andre Musikforeningen 5-Øren.
Strandparken drives af det kommunale selskab Amager Strandpark I/S Arkiveret 28. oktober 2014 hos  Wayback Machine.

## Historie
Amager Strandpark er skabt i 1933 ved indpumpning af 20.000 m³ sand ude fra havbunden. I de følgende år tilførtes yderligere ca. 100.000 m³ sand til stranden, og græsarealet blev opfyldt med 'fyld og muld'.
Formand for Sundby Sejlforening, Hans Guldager, tog initiativ til at samle alle foreninger langs Amager Strand omkring en storstilet vision om en riviera. Med 28 foreninger bag sig og et aktivt femmandsudvalg til at føre an, lagde udvalget pres på Københavns Kommune. Hans Guldagers mål med visionen var enkel. Han ønskede at sikre fremtiden for havnen og sejlforeningen i Sundby.
Den lave vandstand ved Amager Strand har altid givet problemer, og igennem alle årene måtte der fyldes mere sand på stranden, for tidevandet førte sandet ud i Øresund igen. Med den nye strandø er dette problem løst. Strandøen ligger længere ude i Øresund og her kan bølgerne ”holde” på sandet.